# Одольська Марина Костянтинівна
Мари́на Костянти́нівна Одо́льська (Іванова) (25 листопада 1975, Кам'янець-Подільський) — українська співачка. Заслужена артистка України (2004).

## Біографічні відомості
Народилася 25 листопада 1975 року в Кам'янці-Подільському. Навчалася в середній школі № 1. Співала в хорі «Журавлик» (керівник Іван Нетеча).
1994 року закінчила Кам'янець-Подільський коледж культури і мистецтв. Того ж року народила сина Микиту.
1997 року з'явився кліп «Твій літак». Підписала контракт із «Територією А».
2000 року одружилася зі співаком Сергієм Манеком. 2002 року побачив світ їхній спільний альбом «Дует. Ком. Юей». 2005 року в них народилася донька Люба.
2005 року разом з Манеком зняли фільм «Діалог» про те, як уникнути розлучення, за мотивами власного подружнього життя, досить складного та суперечливого.
2006 року записали альбом християнських пісень «Початок».
2011 року розлучилася з Манеком через алкогольну залежність останнього, та одружилася з звукорежисером Євгеном Івановим, взявши його прізвище.
2013 року у Марини і Євгена народився син Лев.
У жовтні 2016 року народила сина Андрія.
2019 року - гість фестивалю Пісенний спас.
Піснею Я буду подихом долучилася до акції «Так працює пам'ять», присвяченої пам'яті Данила Дідіка і всім, хто віддав життя за незалежність України.
2021 року - учасниця проєкту Люта українізація з Антіном Мухарським на 4 каналі.

## Основні досягнення
- Перше місце у номінації «поп-музика» на Всеукраїнському конкурсі «Червона рута» (Севастополь, травень 1995).
- Спеціальний приз на міжнародному конкурсі «Голос Азії» (Алмати, 1996).
- Друге місце у номінації «поп-музика» на другому Всеукраїнському фестивалі сучасної пісні «Перлини сезону» (Київ, 13—17 листопада 1996).
- Гран-прі «Мелодії-96» (Львів, 3—5 січня 1997).
- Гран-прі пісенного фестивалю імені Володимира Івасюка (Чернівці, 28 вересня — 4 жовтня 1998).
- Гран-прі міжнародного конкурсу молодих виконавців «Золотий Скіф» (Донецьк) 1998.
- Багаторазова переможниця телевізійного фестивалю «Шлягер року»